# 伊萬尼夫斯凱 (巴赫穆特區)
伊萬尼夫斯凱（羅馬化：Ivanivske），是乌克兰東部的村莊，法理上由顿涅茨克州巴赫穆特区的巴赫穆特市镇負責管轄，惟於俄羅斯入侵烏克蘭中被佔領。

## 歷史
在1932-1933年的乌克兰大饥荒中，至少有52名村民過世。
在俄乌战争的巴赫穆特戰役中，由於伊萬尼夫斯凱座落於前往巴赫穆特的供應鏈，該村對雙方的戰略都十分重要。截至2023年1月22日，烏軍仍然控制該村。
2024年3月23日，俄罗斯陆军声称已占领伊萬尼夫斯凱。

## 人口統計
根據 2001年烏克蘭人口普查，村民的母語分配如下：
- 乌克兰语：62.7%
- 俄语：36.7%
- 其他：0.6%